# Friedrich Jacob Ficus
Friedrich Jacob Ficus (* 21. Januar 1812 in Frankfurt am Main; † 11. März 1890 ebenda) war ein deutscher Lehrer und Politiker.

## Leben
Als Sohn eines Kaufmanns geboren, studierte Ficus nach dem Besuch des Frankfurter Gymnasiums Theologie und Philosophie in Heidelberg und Bonn. Während seines Studiums wurde er 1832 Mitglied der Burschenschaft Marcomannia Bonn und war 1833 Mitstifter der Burschenschaft Teutonia Marburg. Wegen seiner burschenschaftlichen Aktivitäten wurde er an der Universität Bonn relegiert und ausgewiesen. Er wurde Lehrer in Frankfurt und war Gründer und Vorsteher einer privaten Erziehungsanstalt für Mädchen. Er war Waisenrat und Vorsteher des 5. Frankfurter Stadtbezirks. Von 1858 bis 1864 war er Mitglied der Gesetzgebenden Versammlung der Stadt Frankfurt.